# Madras (Huhn)
Madras wird eine Hühnerrasse genannt, die aus der Gegend um Madras (Indien) stammt und dort wohl schon vor Jahrtausenden aus Zucht entstanden ist. Die Ausgangsrasse dürften alte Asilbestände gewesen sein.  Die Vögel wurden weniger des Fleischgewinns wegen, sondern zum Hahnenkampf gezüchtet.
Die Madras sind in ihrer Körperhaltung schon als Rasse des Kämpfertyps zu erkennen. Sie sind sehr beweglich und ihre starken Knochen sind sehr gut bemuskelt. Sie zeigen auch heute noch die typische Aggressivität des Kämpfers. Ihrem Halter gegenüber sind sie aber sehr zutraulich. Sie kommen in verschiedenen Farben vor, wie wildfarbig, gold-weizenfarbig, blaubunt und rotweiß.